# 한국유럽학회
사단법인 한국유럽학회(The Korean Society of Contemporary European Studies, KSCES)는 유럽의 여러 분야 등에 관한 조사·연구, 국내외 관련 학계와의 학문 교류에 힘씀으로써 학문 발전에 공헌함을 목적으로 1994년 2월 26일에 설립된 학술단체이다. 사무실은 서울특별시 동대문구 이문로 107 한국외국어대학교 서울캠퍼스 외국어연수평가원 401호에 있다. 학술연구 발표회와 강연회 개최, 국내외 자료수집 및 업적 교환 등을 활동하고 있다. 학술지 《유럽연구》를 발간하고 있다.

## 주요 사업
- 학술연구 발표회 및 강연회 개최
- 학회지 발간
- 학술적 연구 및 조사
- 국내외의 자료수집 및 업적 교환 등

## 역대 회장
| 대수      | 성명   | 소속             | 재직 기간     |
| --------- | ------ | ---------------- | ------------- |
| 제1~4대   | 라종일 | 경희대학교       | 1994년~1997년 |
| 제5대     | 유임수 | 이화여자대학교   | 1998년        |
| 제6대     | 허만   | 부산대학교       | 1999년        |
| 제7대     | 이종원 | 수원대학교       | 2000년        |
| 제8대     | 이창훈 | 한라대학교       | 2001년        |
| 제9대     | 원종근 | 한국외국어대학교 | 2002년        |
| 제10대    | 김한원 | 경희대학교       | 2003년        |
| 제11대    | 김대순 | 연세대학교       | 2004년        |
| 제12대    | 이영기 | 동국대학교       | 2005년        |
| 제13대    | 이종광 | 계명대학교       | 2006년        |
| 제14대    | 이규영 | 서강대학교       | 2007년        |
| 제15대    | 신상협 | 경희대학교       | 2008년        |
| 제16대    | 김시홍 | 한국외국어대학교 | 2009년        |
| 제17대    | 최진우 | 한양대학교       | 2010년        |
| 제18~19대 | 정해조 | 부경대학교       | 2011년~2012년 |
| 제20대    | 이복남 | 수원대학교       | 2013년        |
| 제21대    | 김면회 | 한국외국어대학교 | 2014년        |
| 제22대    | 이승근 | 계명대학교       | 2015년        |
| 제23대    | 채형복 | 경북대학교       | 2016년        |
| 제24대    | 김남국 | 고려대학교       | 2017년        |
| 제25대    | 온대원 | 한국외국어대학교 | 2018년        |
| 제26대    | 홍기준 | 경희대학교       | 2019년        |
| 제27대    | 황기식 | 동아대학교       | 2020년        |
| 제28대    | 이무성 | 명지대학교       | 2021년        |
| 제29대    | 방청록 | 한동대학교       | 2022년        |
| 제30대    | 이재승 | 고려대학교       | 2023년        |
| 제31대    | 윤성원 | 수원대학교       | 2024년        |
| 제32대    | 김봉철 | 한국외국어대학교 | 현재          |

## 임원진

### 회장단
- 회장
- 수석부회장
- 부회장(총 5명)

### 감사
- 총 2명으로 구성

### 상임위원회
- 학술상위원회 위원장

### 직무이사
- 총무이사
- 부총무이사
- 총무간사(총 2명)
- 연구이사(총 6명)
- 미래성장이사(총 5명)
- 대외협력이사(총 6명)
- 국제교류이사(총 5명)
- 홍보소통이사

### 편집위원회
- 편집위원장
- 부편집위원장
- 편집간사
- 정치·외교(총 3명)
- 경제·통상(총 3명)
- 법·사회(총 3명)
- 문화·예술·역사(총 4명)

## 학술지
- 《유럽연구》[1]